# Hetch Hetchy-aquaduct

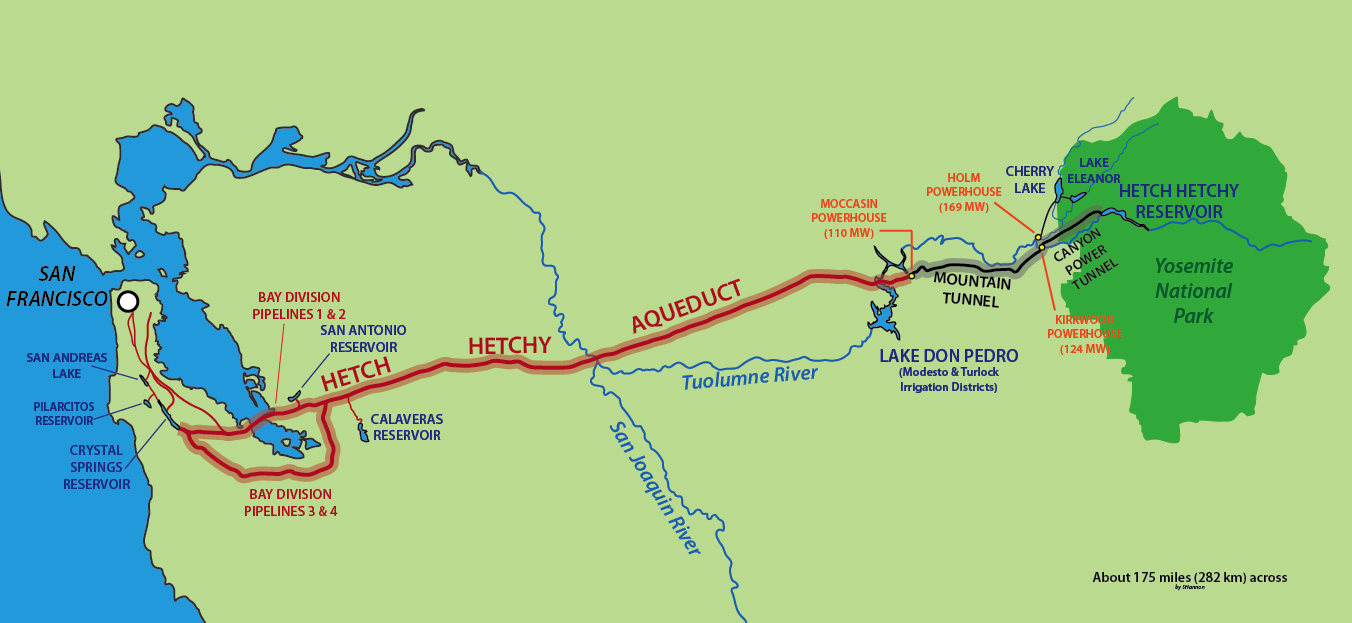
Kaart van het Hetch Hetchy-aquaduct in Centraal-Californië

Het Hetch Hetchy-aquaduct (Engels: Hetch Hetchy Aqueduct), historisch ook het Hetch Hetchy Project genoemd, is een zo'n 260 kilometer lang netwerk van waterleidingen in de Amerikaanse staat Californië. Het vervoert water uit de stuwmeren Hetch Hetchy, Lake Eleanor en Cherry Lake in Yosemite National Park, in het stroomgebied van de Tuolumne, naar de dichtbevolkte San Francisco Bay Area. De dammen, stuwmeren, waterleidingen, energiecentrales en waterzuiveringsinstallaties worden beheerd door de San Francisco Public Utilities Commission. De bouw van de O'Shaughnessy Dam begin 20e eeuw, waarmee de Hetch Hetchy-vallei in het nationale park onder water werd gezet, was erg controversieel. In 1934 ontving San Francisco voor het eerst water via het Hetch Hetchy-systeem. De waterleiding heeft een capaciteit van 10,4 m³ per seconde en voorziet 80% van het leidingwater voor 2,6 miljoen inwoners.